# Tolbachite
La tolbachite è un minerale.